# Papamosques de la Xina
El papamosques de la Xina (Cyornis glaucicomans) és una espècie d'ocell de la família dels muscicàpids (Muscicapidae). Nidifica al sud-est de la Xina i a l'hivern migra cap a la península de Malaca, a Malàisia. El seu estat de conservació és de risc mínim.